# Aek Najaji
Aek Najaji is een bestuurslaag in het regentschap Padang Sidempuan van de provincie Noord-Sumatra, Indonesië. Aek Najaji telt 64 inwoners (volkstelling 2010).